# Royal Selangor Golf Club
Royal Selangor Golf Club (malajiska: Kelab Golf di Raja Selangor) är en golfbana i Kuala Lumpur, Malaysia. Den har funnits sedan 1893, och är en av Asiens äldsta golfklubbar, och är enbart öppen för medlemmar. Den ligger i korsningen av Jalan Raja Chulan och Jalan Tun Razak. Den har en 18-hålsbana och en 9-hålsbana.